# Теунь
Теунь, Теуні (рум. Tăuni) — село у повіті Алба в Румунії. Входить до складу комуни Валя-Лунге.
Село розташоване на відстані 244 км на північний захід від Бухареста, 43 км на схід від Алба-Юлії, 80 км на південний схід від Клуж-Напоки, 127 км на північний захід від Брашова.

## Населення
За даними перепису населення 2002 року у селі проживали 398 осіб, усі — румуни. Усі жителі села рідною мовою назвали румунську.